# Maatruimte
In de maattheorie, een deelgebied van de wiskunde is een maatruimte een geordend drietal {\displaystyle (X,\Sigma ,\mu )}, bestaande uit een niet-lege verzameling {\displaystyle X,} een σ-algebra {\displaystyle \Sigma } van deelverzamelingen van {\displaystyle X} en een maat {\displaystyle \mu } daarop.
Het koppel {\displaystyle (X,\Sigma )} wordt een meetbare ruimte genoemd. Op zo'n meetbare ruimte is het mogelijk een of meer maten te definiëren.